# 比能
比能的定義是每單位質量所具有的能量：在國際單位制是J/kg或m2/s2。它是一種內在性質。與能量對比，這是一種整體性質（廣度性質）。比能有兩種主要的形式：場強度和運動強度。其他還有用在輻射吸收的計量單位是格雷和西弗。